# Parajotus cinereus
Parajotus cinereus là một loài nhện trong họ Salticidae.
Loài này thuộc chi Parajotus. Parajotus cinereus được Wanda Wesołowska miêu tả năm 2004.